# Dendrosipanea
Dendrosipanea é um género botânico pertencente à família Rubiaceae.